# Amerohelea dalcyi
Amerohelea dalcyi är en tvåvingeart som beskrevs av Eileen D. Grogan och Wirth 1981. Amerohelea dalcyi ingår i släktet Amerohelea och familjen svidknott. Inga underarter finns listade i Catalogue of Life.